# George Gervin
George "The Iceman" Gervin (nascido em 27 de abril de 1952) é um jogador de basquete profissional norte-americano aposentado que jogou na American Basketball Association (ABA) e na National Basketball Association (NBA), atuando pelo Virgínia Squires, San Antonio Spurs e Chicago Bulls. Gervin teve média de pelo menos 14 pontos por jogo em todas as suas 14  temporadas pela ABA e NBA, e terminou com uma média na carreira na NBA de 26,2 pontos por jogo. Gervin é amplamente considerado como um dos maiores ala armadores na história da NBA.